# 中華基督教會基華小學（九龍塘）
中華基督教會基華小學（九龍塘）（英語：CCC Kei Wa Primary School (Kowloon Tong)）位於香港九龍塘牛津道1號B，於1964年由中華基督教會香港區會創辦。學校前身為中華基督教會基華小學下午校，2005年底遷往九龍塘原為英華書院使用的校舍，並開始改為全日制授課。

## 歷史
中華基督教會基華小學（九龍塘）歷史可以追溯到1963年前的英華書院小學部。1955年，英華書院校董會決議由旺角弼街搬遷，向政府申請撥地興建新校舍，選址為九龍城區牛津道1B地段。1963年初夏，九龍塘牛津道校舍由時任港督柏立基爵士（Sir Robert Brown Black）主持啟用典禮。但同時因牛津道的校舍未能容納小學部，小學部被迫停辦。舊有的小五及小六學生需到於同年1964年新開設的中華基督教會基華小學繼續上課，部分英華書院小學部的教師亦過渡到基華小學。亦是這個原因，新小學被命名為「基華」。
2005年，基華小學下午校接手曾於1964年接收停辦學生的英華書院舊有牛津道校舍，轉為全日制小學，並易名為「中華基督教會基華小學（九龍塘）」。
2015年，學校發現校內兩部裝有濾芯的飲水機含鉛量輕微超標，並即時停用有關飲水機。

## 知名校友[來源請求]
- 陳國基：現任政務司司長、維護國家安全委員會成員
- 楊潤雄：現任文化體育及旅遊局局長
- 涂謹申：現任香港立法會議員，前香港民主同盟創黨成員，現時為民主黨黨員
- 何民傑：現任香港西貢區議會彩健選區議員，珠海學院、香港專業進修學校兼任講師
- 石丹理：現任香港理工大學協理副校長
- 陸鏡光：現任香港大學語語學系教授
- 盧厚敏：現任香港中文大學音樂系高級講師
- 梁鳯儀：前任財經事務及庫務局副局長
- 石玉如：前任英華女學校校長
- 李志華：前任英華書院校長
- 林一峰：歌手，作曲家，填詞人，旅行家
- 蘇慧恩：歌手，司儀，2012工展小姐冠軍
- 何璐怡：無綫電視配音員
- 楊鎧凝：香港女童星
- 蘇芷晴：香港女歌手，藝人，舞者

## 外部連結
- 中華基督教會基華小學（九龍塘） （页面存档备份，存于）